# Montevallo (cráter)
Montevallo es un cráter de impacto de grandes proporciones del planeta Marte situado al noreste del cráter Tibrikot y al sudoeste de Balvicar, a 15.4° norte y 54.4º oeste. El impacto causó un boquete de 51.9 kilómetros de diámetro. El nombre fue aprobado en 1988 por la Unión Astronómica Internacional, haciendo referencia a la ciudad homónima de Alabama, Estados Unidos.